# Ponte degli Angeli
Il Ponte degli Angeli è un ponte di origine romana che attraversa il fiume Bacchiglione di Vicenza, più volte ricostruito.

## Storia
Il ponte è stato citato nei documenti dell'XI secolo con il nome di Ponte di San Pietro, che era anche il nome del borgo. Era formato da tre arcate prima che crollasse all'inizio del XIII secolo. Le arcate sono stato successivamente ricostruite nella seconda metà del XIV secolo in mattoni e in asse, non con il ponte romano sotto cui scorreva il torrente Astico bensì sopra il nuovo corso del fiume Bacchiglione finito sulla fine del XII secolo, orientato verso Sud.
A fine XV secolo, il ponte venne chiamato "di Santa Maria degli Angeli", dalla chiesa di santa Maria degli Angeli che sorgeva alla sua estremità occidentale, addossata all'antico torrione difensivo che era stato trasformato in campanile. In seguito, Andrea Palladio fece una precisa descrizione del ponte insieme a grafici che mostravano la pianta e l'alzato. Il ponte era a tre arcate e nel 1570 una quarta arcata fu aggiunta su progetto di Palladio. Dopo un'inondazione del 1882, fu demolito nel 1889: il ponte moderno che gli succedette, in ferro, fu allora costruito sulle antiche pile con allineamento rettilineo senza però che questo coincidesse con quello dell'antico ponte romano. Nel 1942, durante i lavori del Teatro Olimpico che si trova vicino al ponte, si scoprirono i resti della spalla destra.
A causa della sua insufficiente larghezza, non più adeguata alle crescenti esigenze del traffico, il ponte fu nuovamente demolito nel 1950 e sostituito dall'attuale in cemento armato, dalla carreggiata più larga e rettificata.

## Descrizione

### Ponte romano
Il ponte è lungo 35 m e largo 8,58 m ed è formato da due pile aventi ciascuna uno spessore di 1,78 m. Le pile che facevano parte del ponte erano alte, slanciate e in opera quadrata: erano difese sia a monte che a valle da rostri a diedro acuto. Sopra le pile erano presenti mensole cubiche alla stessa distanza l'una dall'altra e servivano per il sostegno della centina lignea.
La posa in opera del ponte era in opus quadratum con conci di trachite euganea nelle pile e nelle spalle, mentre le rimanenti strutture erano fatte di calcare dei colli vicentini (la cosiddetta pietra tenera). Tutto il nucleo del ponte e i rinfianchi dovevano essere in opera a sacco. Non esistono informazioni sulle fondazioni. Il ponte inoltre era formato da tre arcate a sesto fortemente ribassato, le cui laterali erano composte da undici filari di cunei e quella centrale da quindici. I cunei combaciavano perfettamente nel piano di giunto e al loro centro avevano un perno a sezione quadrata con un lato di 8 cm, che era infisso per metà in un cuneo e e per metà in quello del filare. Il perno era saldato ai cunei tramite una colata di piombo attraverso dei canaletti incavati nella pietra. Tra cuneo e cuneo inoltre erano presenti delle grappe larghe circa 3 cm.
La tecnica costruttiva, il ribassamento delle arcate e la decorazione degli archivolti inducono a porre la costruzione del manufatto alla fine del I secolo d.C. o alla prima metà del II secolo d.C. Tale datazione sembra essere stata confermata anche dai confronti con il Ponte Corvo a Padova.